# Blue Ridge Mountains
De Blue Ridge (letterlijk: Blauwe Bergkam) is een bergketen in het oosten van de Verenigde Staten die deel uitmaakt van de Appalachen. Ze vormt er de oostelijke grens vanaf Georgia tot Pennsylvania. De bergen staan bekend om hun blauwachtige schijn gezien vanop een afstand. De bergketen ligt tussen de Grote Appalachenvallei in het westen en de regio Piedmont in het oosten.

## Geografie
Hoewel de term "Blue Ridge" soms enkel gebruikt wordt om de oostelijke rand of de eerste rug van de Appalachen aan te duiden, omvat de geologische definitie van de Blue Ridge ook het meer westelijke kam-en-vallei gebied waaronder de Great Smoky Mountains, de Great Balsams, de Roans, de Brushy Mountains in North Carolina (een "tak" van de Blue Ridge) en andere bergketens.
De Blue Ridge strekt zich in het noorden uit tot in Pennsylvania als South Mountain. Terwijl South Mountain tot louter wat heuvels afloopt tussen Gettysburg en Harrisburg, gaat de oude rotsband die de kern van de Blue Ridge vormt, in het noordoorsten door tot de hooglanden van New Jersey en de rivier de Hudson, en uiteindelijk de Berkshires van Massachusetts en de Green Mountains van Vermont.
De hoogste piek in de Blue Ridge en de Appalache bergketen is Mount Mitchell in North Carolina met 2037 m. In de Zuidelijke staten North Carolina en Tennessee zijn er 39 pieken hoger dan 1.829 m (6000 voet); in het noordelijke gedeelte van de Appalachen rijst enkel Mt. Washington in New Hampshire boven de 6000 voet.
De Blue Ridge Parkway loopt 750 km langs de kam van de zuidelijke Appalachen en verbindt twee nationale parken: Shenandoah en Great Smoky Mountains. In veel plaatsen langs de parkweg vindt men metamorf gesteente (gneis) met gevouwen banden van licht en donker gekleurde mineralen.

## Geologie
De Blue Ridge Mountains bestaan vooral uit granieten rotsen, metamorfe vulkanische formaties en sedimentaire kalksteen.

## Geschiedenis
Van de Engelsen die zich in de vroege 17e eeuw in Virginia vestigden weten we dat de Powhatan de Blue Ridge Quirank noemden.
Aan de voet van de Blue Ridge jaagden en visten verschillende stammen waaronder de Siouan Manahoacs, de Irokezen en de Shawnee. Toen meer pioniers zich in Virginia vestigden werden de oorspronkelijke bewoners naar het westen verdreven.

## In populaire cultuur
- De chorus van het bekende lied The Trail of the Lonesome Pine gaat als volgt:

"In the Blue Ridge Mountains of Virginia,
On the Trail of the Lonesome Pine,
In the pale moonshine, our hearts entwined,
Where she carved her name and I carved mine,
O June. Like the mountains I'm blue,
Like the pine, I am lonesome for you,"
Het lied werd populair in de jaren 1930’ door Laurel & Hardy die het zongen in hun film Way Out West.
- John Denver zong over de Blue Ridge in het populaire lied uit 1971 "Take Me Home, Country Roads". De lyriek plaatst de bergketen in de staat West Virginia, hoewel in feite slechts een klein deel van de bergketen binnen deze staat valt in het meest oostelijke punt, nabij Harper's Ferry.

- Fleet Foxes, de Amerikaanse band uit Seattle, hebben een nummer getiteld "Blue Ridge Mountains"

- John Fogerty bezong de Blue Ridge op zijn soloalbum The Blue Ridge Rangers in 1973 met het nummer "Blue ridge mountain blues". In 2009 bracht hij een vervolg hierop met het album "Blue Ridge Rangers ride again".

## Bergen

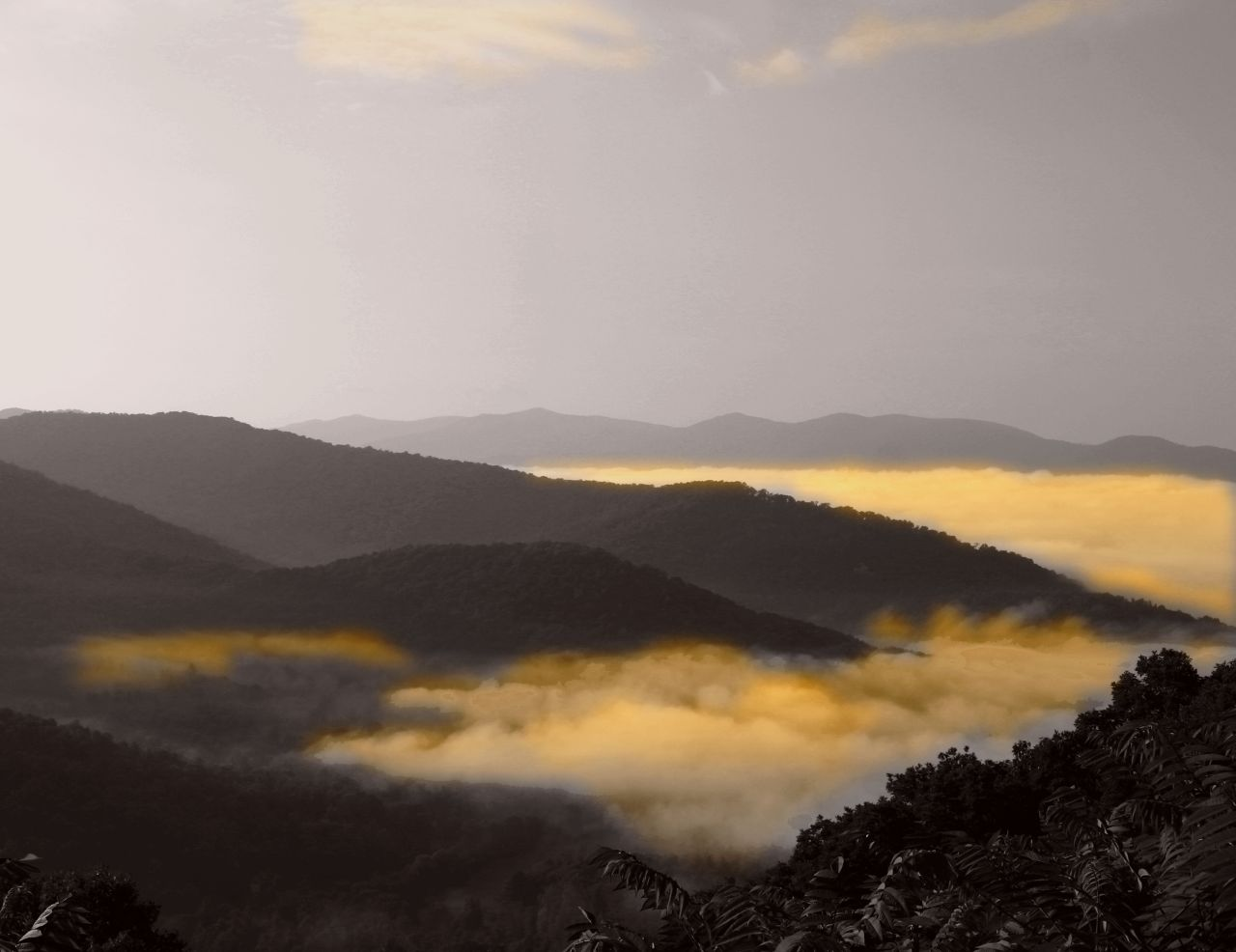
Blue Ridge Mountains in North Carolina

Bergen van de Blue Ridge (ruwweg van noordoost naar zuidwest):
- South Mountain, Pennsylvania, Maryland
- Catoctin Mountain, Maryland
- Peaks of Otter, Virginia
- Poor Mountain, Virginia
- Brushy Mountain, Virginia
- Grandfather Mountain, North Carolina
- Roan Mountain, Tennessee, North Carolina
- Black Mountains, North Carolina
- Mount Mitchell , North Carolina
- Great Balsam Mountains, North Carolina
- Great Smoky Mountains, Tennessee, North Carolina
- Standing Indian Mountain, North Carolina
- Unicoi Range, Tennessee, North Carolina, Georgia
- Brasstown Bald, Georgia